# Musgo pleurocárpico

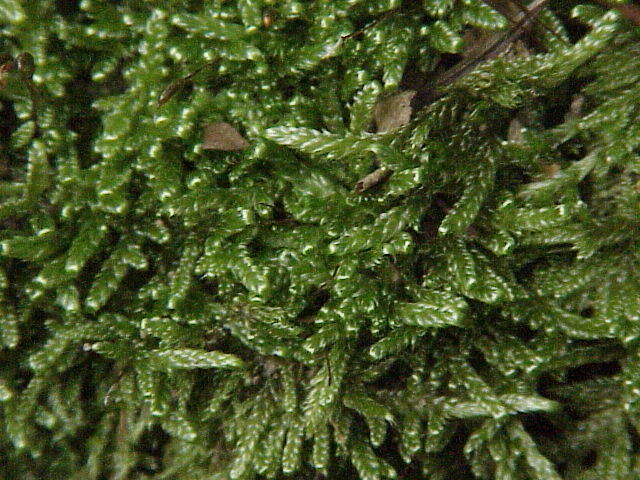
Hypnum cupressiforme, um musgo pleurocárpico.

Musgo pleurocárpico (grego: πλευρά (pleurá), "costado"; -καρπός (karpós), "fruto"; "com frutos nos costados") é a designação dada em anatomia vegetal aos musgos que apresentam arquegónios, e portanto as cápsulas, em pequenos talos laterais curtos e nunca nas extremidades dos caulídios. Os musgos pleurocárpicos são geralmente ramificados de forma monopodial, frequentemente com uma filotaxia pinada, e tendem a formar tapetes em vez dos tufos erectos característicos dos musgos acrocárpicos.
Nestes musgos, o caulídio é muito ramificado, geralmente rastejante, dando lugar à formação de camadas finas de musgo, que recobrem o substrato como se fossem um tapete, formados por gametófitos geralmente prostrados, com eixo
principal de crescimento ilimitado, longo e frequentemente ramificado, e esporófito geralmente lateral ou axilar.
O termo foi cunhado em 1822 como nome do táxon Pleurocarpi pelo briologista Samuel Elisée Bridel-Brideri., passando a constituir uma das duas grandes categorias em que os musgos eram inicialmente classificados (em musgos pleurocárpicos e musgos acrocárpicos) em função do seu hábito.
A utilização da divisão dos briófitos em «musgos pleurocárpicos» (os «Pleurocarpi») e «musgos acrocárpicos» (os «Acrocarpi») ganhou popularidade com a classificação dos musgos proposta por Samuel Elisée Bridel-Brideri nas primeiras décadas do século XIX e, apesar de não ter significado taxonómico, continua a ser amplamente utilizada.